# Andrew Lesnie
Andrew Lesnie (* 1. Januar 1956 in Sydney; † 27. April 2015) war ein australischer Kameramann.

## Leben und Wirken
Lesnie studierte an der Australian Film Television and Radio School. Noch als Student begann er 1977 seine Karriere im Filmgeschäft als Helfer bei dem Film Lauras Mädchenjahre von Bruce Beresford. Im folgenden Jahr arbeitete er als Kameraassistent bei dem Horrorfilm Patrick von Richard Franklin.
Für seine Arbeit an Verführung hinter Klostermauern wurde Lesnie 1993 von der Australian Cinematographers Society als Kameramann des Jahres ausgezeichnet. Die Arbeit an einer Dokumentation über die Dreharbeiten zu Mad Max II – Der Vollstrecker brachte ihn in Kontakt mit George Miller, für dessen Produktionsfirma Kennedy-Miller er die Kameraarbeit für die Fernsehserie Bodyline (1984) und später den Film Ein Schweinchen namens Babe (1995) und dessen Fortsetzung Schweinchen Babe in der großen Stadt (1998) übernahm.
Am bekanntesten wurde Lesnie aber durch seine Zusammenarbeit mit Regisseur Peter Jackson, mit dem er acht Filme drehte. Für seine Kameraarbeit bei dem ersten Teil der Herr-der-Ringe-Trilogie, Die Gefährten, erhielt Lesnie 2002 einen Oscar für die beste Kamera. 2004 wurde er mit dem British Academy Film Award ausgezeichnet; außerdem erhielt er bei den Online Film Critics Society Awards einen Preis. Für Jackson filmte Lesnie die Filmtrilogie Der Hobbit im High-Frame-Rate-Verfahren. Dies war der erste Kinofilm, der im HFR-3D-Format veröffentlicht wurde.
Lesnie lebte in Sydney, Australien. Er starb am 27. April 2015 im Alter von 59 Jahren infolge eines Herzinfarkts. Seine letzte Filmarbeit war Russell Crowes Regiedebüt Das Versprechen eines Lebens (2014).

## Filmografie (Auswahl)
- 1980: The Comeback
- 1985: House Broken
- 1986: Hunting Season (Fair Game)
- 1987: Dark Age
- 1989: The Delinquents – Sie sind jung und wollen frei sein (The Delinquents)
- 1992: Daydream Believer – Pferde sind die besseren Menschen (Daydream Believer)
- 1993: Verführung hinter Klostermauern (You Seng)
- 1995: Ein Schweinchen namens Babe (Babe)
- 1996: Gestohlene Herzen (Two If by Sea)
- 1998: Schweinchen Babe in der großen Stadt (Babe: Pig in the City)
- 2001: Der Herr der Ringe: Die Gefährten (The Lord of the Rings: The Fellowship of the Ring)
- 2002: Der Herr der Ringe: Die zwei Türme (The Lord of the Rings: The Two Towers)
- 2003: Der Herr der Ringe: Die Rückkehr des Königs (The Lord of the Rings: The Return of the King)
- 2005: King Kong
- 2007: I Am Legend
- 2009: In meinem Himmel (The Lovely Bones)
- 2010: Die Legende von Aang (The Last Airbender)
- 2011: Planet der Affen: Prevolution (Rise of the Planet of the Apes)
- 2012: Der Hobbit: Eine unerwartete Reise (The Hobbit: An Unexpected Journey)
- 2013: Der Hobbit: Smaugs Einöde (The Hobbit: The Desolation of Smaug)
- 2014: Der Hobbit: Die Schlacht der Fünf Heere (The Hobbit: The Battle of the Five Armies)
- 2014: Das Versprechen eines Lebens (The Water Diviner)